# 아토스산

그리스 지도에 표시된 아토스산의 위치

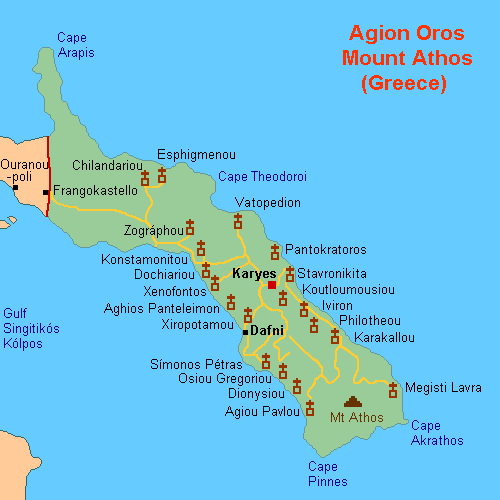
아토스산의 지도

아토스산(그리스어: Όρος Άθως 오로스 아토스[*], 그리스어 발음: [ˈaθos], 영어: Mount Athos, 영어 발음: /ˈæθɒs/)은 그리스 마케도니아 지방에 있는 산이며 반도이다. 세계유산인 이 지역은 동방정교회의 20곳의 수도원들의 발상지이고 그리스의 주권 안에서 수도원들의 자치 지역인 아토스산 수도원 자치주를 형성한다. 영적으로, 아토스산은 콘스탄티노폴리스 총대주교청의 직접 관할권하에 있다. 오늘날에 그리스는 일반적으로 아토스산을 거룩한 산(Holy Mountain) 즉, "성산"(聖山, 그리스어: Άγιον Όρος, 아키온 오로스)으로 언급한다. 고대에, 이 반도는 아크테(Ακτή) 또는 악테라고 불리었다. 아토스산의 거주자를 칭하는 용어인 데모님은 아토니테(그리스어: Αθωνίτης) 또는 아기오리테 (그리스어: Αγιορείτης)이다.

## 종교 시설들의 목록

### 스무 수도원들
1. 대 라브라 수도원(Μεγίστη Λαύρα, 메기스티 라브라, 대 라브라)
2. 바토페디 수도원(Βατοπέδι 또는 Βατοπαίδι)
3. 이비론 수도원(Ιβήρων; ივერთა მონასტერი, 이베르타 모나스테리) – 조지아인들이 설립
4. 헬란다리우 수도원(Χιλανδαρίου, 칠란다리우; Хиландар) – 세르비아 정교회
5. 디오니시우 수도원(Διονυσίου)
6. 쿠틀루무시우 수도원(Κουτλουμούσι)
7. 판토크라토로스 수도원(Παντοκράτορος, 판토크라토로스)
8. 크시로포타무 수도원(Ξηροποτάμου)
9. 조그라푸 수도원(Ζωγράφου; Зограф) – 불가리아 정교회
10. 도키아리우 수도원(Δοχειαρίου)
11. 카라칼루 수도원(Καρακάλλου)
12. 필로테우 수도원(Φιλοθέου)
13. 시모노스 페트라스 수도원(Σίμωνος Πέτρα 또는 Σιμωνόπετρα)
14. 아기우 파블루 수도원(Αγίου Παύλου, 아기오 파블루, 성 파울로스)
15. 스타브로니키타 수도원(Σταυρονικήτα)
16. 크세노폰토스 수도원(Ξενοφώντος)
17. 오시우 그리고리우 수도원(Οσίου Γρηγορίου, 공경하는 그레고리오스)
18. 에스피그메누 수도원(Εσφιγμένου)
19. 아기우 판텔레이모노스 수도원(Αγίου Παντελεήμονος, 아기우 판텔레이모노스, 성 판텔레몬; Пантелеймонов; 또는 Ρωσικόν, 로시콘)
20. 콘스타모니투 수도원(Κωνσταμονίτου)

### 열두 스케테들
스케테(공주 수도 단지)는 상대적으로 고립된 곳에서의 의식 거행이 허락된, 그렇지만 실질적인 공동의 지원과 보안의 수준 또한 그들에게 제공되는 수도원 제도를 따르는 기독교 은수자들의 공동체이다. 아토스 산에는 두 종류의 스케테들이 있다. 코에노비틱 스케테는 수도원의 방식을 따른다. 이디올리트믹 스케테는 작은 마을의 방식을 따른다.: 이 방식은 적은 수의 거주자들이 (한 교회의) 전례 공유지역을 갖고, 그 주변에 각각 한명씩의 개인 은수처들 또는 작은 가옥들이 있다. 아토스 산에는 공식적인 스케테들이 12 구역이 있다.
| 스키티 / Σκήτη                                                                      | 유형         | 수도원                                   | 다른 이름 / notes                                                                         |
| ----------------------------------------------------------------------------------- | ------------ | ---------------------------------------- | ----------------------------------------------------------------------------------------- |
| 아기아스 안나스 Αγίας Άννας                                                         | 이디올리트믹 | 메기스티스 라브라스                      | (=성 안네) 아기안나                                                                       |
| 아기아스 트리아도스 또는 카스포칼리비온 Αγίας Τριάδος ή Καυσοκαλυβίων               | 이디올리트믹 | 메기스티스 라브라스                      | (=성삼) 카프소칼리비아(="불타는 오두막")                                                  |
| 티미우 프로드로무 Τιμίου Προδρόμου                                                  | 코에노비틱   | 메기스티스 라브라스                      | (=거룩한 예언자. 예를 들어, 성 요한 세례자) Prodromu, Sfântul Ioan Botezătorul – Romanian |
| 아기우 안드레아 Αγίου Ανδρέα                                                        | 코에노비틱   | 바토페디우                               | (=성 안드레아) 사라이로도 알려져 있음 (Σαράι)                                             |
| 아기우 디미트트리우 Αγίου Δημητρίου                                                 | 이디올리트믹 | 바토페디우                               | (=성 데메트레) 바토페디니                                                                 |
| 티미오우 프로드로무 이비론 Τιμίου Προδρόμου Ιβήρων                                  | 이디올리트믹 | 이비론                                   | (=거룩한 예언자. 예를 들어, 성 요한 세례자) Ivirítiki                                     |
| 아기우 판텔레이모노스 Αγίου Παντελεήμονος                                           | 이디올리트믹 | 쿠틀루무시우                             | (=성 판텔레이몬/판탈레온) 쿠틀루무시아니                                                  |
| 프로피티 일리아 Προφήτη Ηλία                                                        | 코네오비틱   | 판토크라토로스                           | (=예언자 엘리야)                                                                          |
| 테오토쿠 또는 네아 스키티 Θεοτόκου ή Νέα Σκήτη                                      | 이디올리트믹 | 아기우 파블루                            | (=테오토코스; 하느님의 어머니)                                                            |
| 아기우 디미트리우 투 락코우 또는 락코스키티 Αγίου Δημητρίου του Λάκκου ή Λακκοσκήτη | 이디올리트믹 | 아기우 파블                              | (=산골짜기의 또는 협곡-스케테의 성 디미트리오스) 라쿠, 스판툴 두미트루 - 루마니아어       |
| 에반겔리스무 티스 테오토쿠 Ευαγγελισμού της Θεοτόκου                                | 이디올리트믹 | 크세노폰토스                             | (=성모 희보) Xenofontiní                                                                  |
| 보고로디차 Βογορόδιτσα                                                              | 코에노비틱   | 아기우 판텔레이모노스Agiou Panteleimonos | (=테오토코스; 하느님의 어머니) Богородица – 러시아어                                      |

### 주요 정착지들
- 카리에스
- 다프니

## 지리와 접근 방법
더 큰 반도인 할키디키반도의 가장 동쪽의 "다리"인 이 반도는 7 ~ 12 킬로미터(4.3 ~ 7.5 마일) 너비로 에게해를 향해 50 킬로미터(31 마일) 돌출되어 있으며 335.637 평방 킬로미터 (129.59 제곱 마일)의 지역에 걸쳐있다. 아토스산은 실제 2,033 미터(6,670 피트)에 달하는 가파르고, 짙은 숲의 경사지를 지닌다. 특히 반도의 끝에서 두르고 있는 파도는 위험을 초래할 수 있다. 고대 그리스 역사에 이 지역에서의 두 함대들의 재앙들이 기록되어 있다.: 기원전 492년에, 페르시아의 왕 다리우스는 마르도니우스 장군 휘하의 300 척의 배들을 잃었다(헤로도투스 저 "역사" 6권(에라토), 저 아이스킬루스 "페르시아인들"). 기원전 411년에 스파르타는 대장 에피클레아스 휘하의 50 척의 함대를 잃었다(디오도루스 시쿨루스: "비블로테카 히스토리카" 41 권, 1 ~ 3 장).
비록 육지와 연결되어 있을지라도, 아토스산은 실질적으로 선박으로만 입산하기가 수월하다. (날씨가 좋으면) 항해로를 따라 서쪽 해안선에 있는 몇 수도원들의 정거장들을 경유하며 우라누폴리스와 다프니 사이를 매일 운행하는 큰 연락선, 즉 페리선 두 척들인 아기오스 판텔레이미온과 악시온 에스틴이 있다. 같은 경로를 운행하지만 중간 정거는 없는 소형 쾌속정인 아기아 안나도 있다. 동쪽 해안선을 따라 수도원들에 직접 접근하기 위해서는 옐리소스에서 출발하는 연락선을 이용하면 된다. 아토스산에 입장하는 일일 방문객 수는 제한되며 모두 제한 기간 동안의 유효한 특별 입장 허가증의 취득이 요구된다. 오직 남성들만이 "성모 마리아의 정원"이라고 불리는 아토스산으로의 입장이 허가되며, 정교회 신자들은 허가증 발급 절차에서 우선순위를 갖는다. 동방 정교회의 교인들이고 만 18세 이상인 남성들만이 아토스산에서 수사 또는 노동자로 사는 것이 허용된다.

## 역사

### 고대

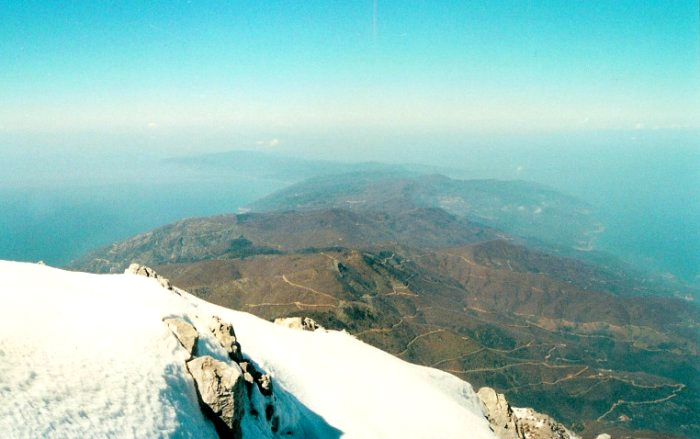
아토스산의 정상에서 서북쪽을 향해 보는 반도의 전경

그리스 신화의 문맥으로 보아 아토스는 기간토마키아 전쟁 기간 동안에 그리스 신들에게 도전한 기간테스의 이름 중의 하나이다. 아토스는 에게해에 빠진 포세이돈에 대항하여 거대한 바위를 던졌고 아토니테 반도가 되었다. 그 이야기의 다른 버전에 따르면, 포세이돈은 패배한 기간트를 매장하기 위해서 아토스산을 사용했다고 한다.
헤로도투스는 우리에게 림노스 섬 출신이며 이 반도에 거주했던 펠리스기 사람들을 악테 또는 아크테라고 불렀다고 전한다. (헤로도토스, 7권: 22장) 스트라보에서 이 반도의 다섯 전언들: 디온(디움), 클레오나에(클레오나이), 티소스(티수스), 올로픽소스(올로피히스) 악로토이(아크로토온), 이들 중 마지막은 산마루이다. (스트라보, 지리학 7권: 33장: 1절) 에레트리아는 악테에도 식민지들을 건립했다. 다른 두 도시들은 고전기에 건립되었다.: 아칸투스(아칸토스)와 사네. 다른 몇몇 도시들은 그들 소유의 동전들을 발행했다.
이 반도는 기원선 483년에 그의 침입 함대의 통항을 가능케 하려고 지협을 가로질러 수로를 파는데 3년을 보낸 크세르크세스 1세의 침입로에 있었다. 알렉산드로스 대왕이 죽은 후에, 건축가 디노크라테스(데노크라테스)는 산 전체에 알렉산더의 상을 조각하기를 제안했다.
후기 동안에 이 반도의 역사는 역사적 기록의 결핍으로 인해 가려져 있다. 고고학자들은 스트라보에 기록된 도시들의 정확한 위치를 알아내지 못하고 있다.

### 초기 기독교
아토니테 전설에 따르면, 성모 마리아가 사도 요한과 동행하여 라자로스를 만나기 위해 자파에서 키프로스로 항해하고 있었다고 한다. 배가 항로를 벗어나게 되었을 때, 이교도의 아토스로 향하게 되었고, 오늘날 이비론 수도원과 아주 아까운 클레멘트 항구에 닻을 내릴 수 밖에 없었다. 성모는 해변을 걸었고 이 산의 놀랄만한 야생의 자연의 아름다움에 압도되었다. 그녀는 이 산을 축복하고 아들에게 자신의 정원으로 삼기를 청했다. 이렇게 음성이 들려왔다. "Ἔστω ὁ τόπος οὖτος κλῆρος σός καί περιβόλαιον σόν καί παράδεισος, ἔτι δέ καί λιμήν σωτήριος τῶν θελόντων σωθῆναι"("이 곳은 당신의 상속 재산이며 당신의 정원, 구원 받으려 노력하는 그들을 위한 천당이며 항구이다.") 그 순간부터 이 산은 하느님의 어머니의 정원으로 봉헌되었고, 다른 모든 여성은 입장이 금지 되었다.
고대 아토스산의 역사에서 역사적인 문서들은 몇 되지 않는다. 4세기, 아마도 3세기부터 수사들이 있어왔음은 확실하다. 콘스탄티누스 1세 치세기(321년 ~ 337년) 동안에, 기독교인들과 이교도들이 양자 모두 그곳에 살았다. 배교자 율리아누스(361년 ~ 363년)의 치세기 동안에, 아토스산의 교회들은 파괴되었고 기독교인들은 숲 속과 접근하기 어려운 장소들로 숨었다. 후일에, 테오도시우스 1세의 치세기(383년 ~ 395년) 동안에, 이교도 신전들이 파괴되었다. 사전 편집자인 알렉산드리아의 헤시키오스는 5세기에 여전히 그 산에는 여전히 "제우스 아토니테"의 신전과 조각상이 있었다고 서술했다. 7세기에 이슬람의 이집트 정복 이후에, 이집트 사막에서 온 많은 정교회 수사들이 다른 고요한 장소를 찾으려 했고, 그들 중 몇 명은 아토스 반도로 왔다. 한 고대 문헌에는 수사들이 "...밀집 지붕을 얹은 목재 오두막집을 짓고 (...) 야생의 나무들에서 채취한 과일들이 그들 자신들에게 즉석에서 지은 식사들을 제공하고 있다."고 기록되어 있다.

### 동로마 시대: 첫 번째 수도원들

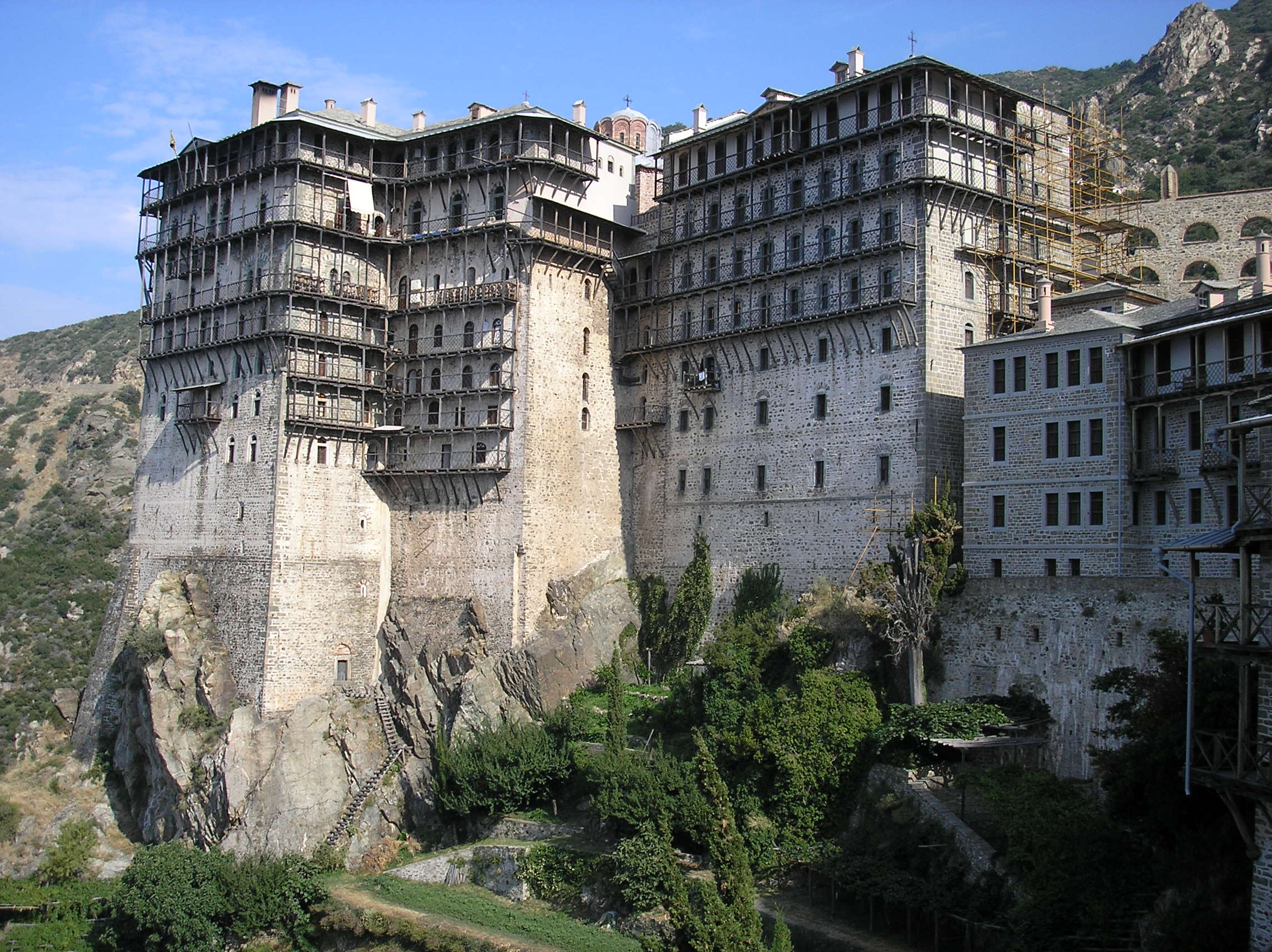
시모노페트라 수도원

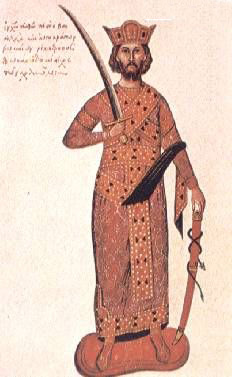
니케포로스 2세

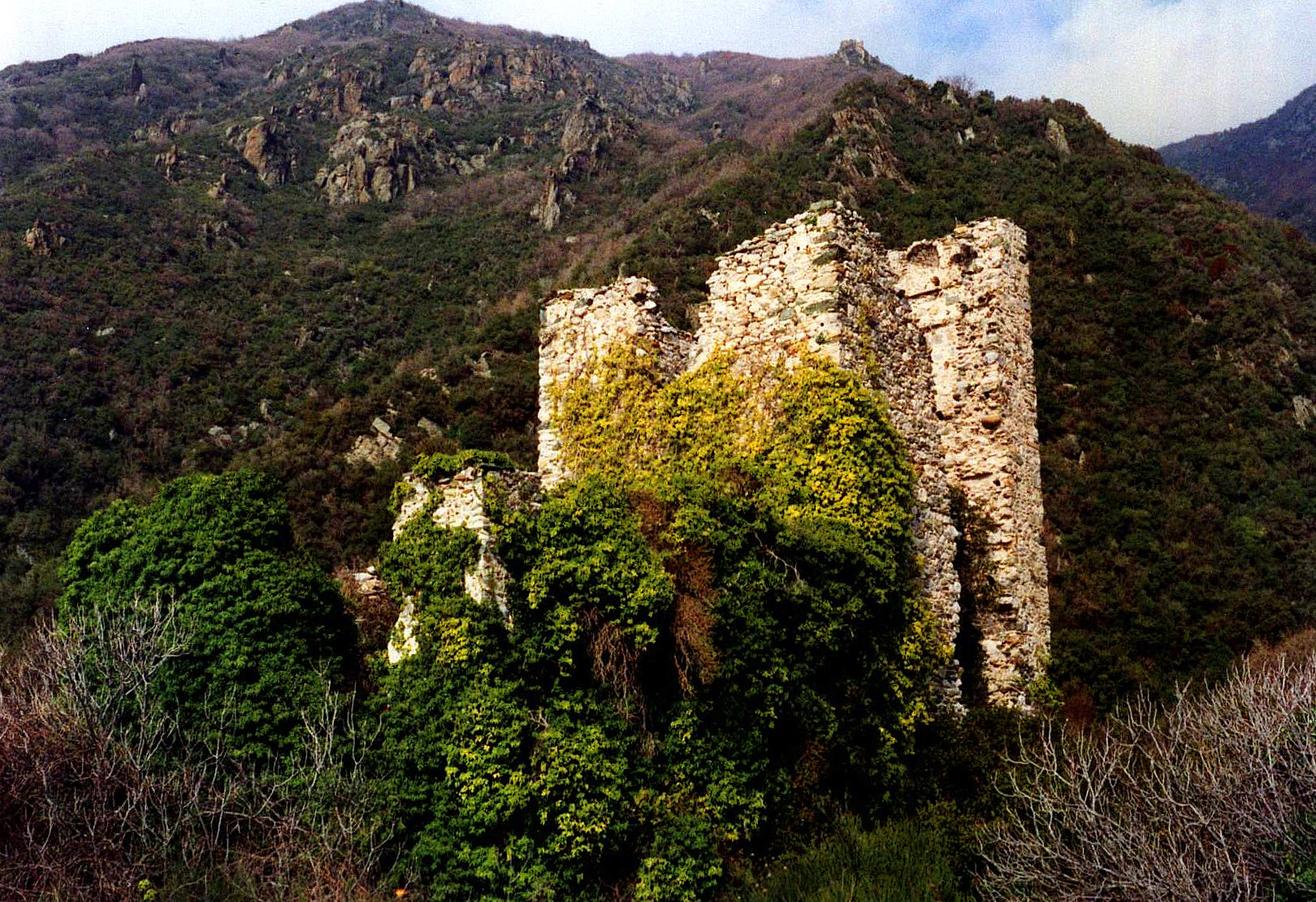
동로마 시대에 해적으로부터 히로포타무 수도원의 선창을 보호하던 감시 탑

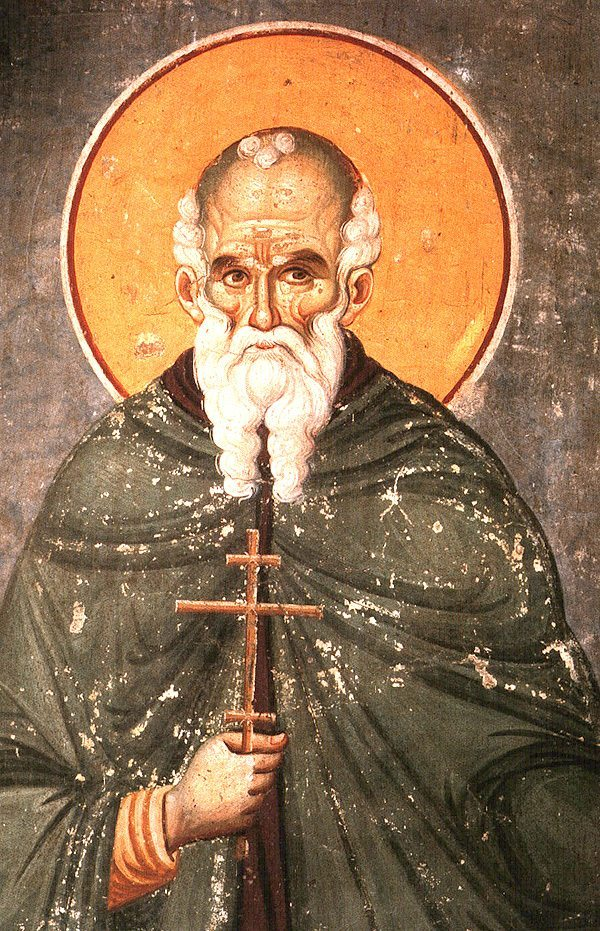
아토스산의 아타나시오스

연대기 편자인 증거자 테오파네스와 그리고리오스 케드레노스(11세기)는 그 당시에 사람이 살고 있음이 증명된 아토스산에서는 726년 테라 화산 폭발이 보이지 않았다고 기술했다. 역사가 게네시오스는 787년 제7차 세계 공의회에 아토스산에서 온 수사들이 참석했다고 기록했다. 860년 경, 유명한 수사인 젊은 사람 에프티미오스가 아토스산으로 왔고 그의 거주지 주변으로, 아마도 크리아 네알 근처에 다수의 수도 오두막들("성 바실리우스 스케테")이 생겨났다. 마케도니아 왕조의 황제 바실리오스 1세의 치세기 동안에 크레타의(나중에 테살로니키의) 전임 대주교인 증거자 바실리오스가 힐란다리우의 현대 항구("아르사나스")의 위치에 작은 수도원을 건축했다. 이후 곧바로인 883년의 문서에는 요안니스 콜로보스라는 어떤 사람이 메갈리 비글라에 수도원을 건축했다고 서술되어 있다.
황제 바실리오스 1세의 885년 금인칙서에서, 거룩한 산은 수도원령으로 선언되었고 평신도들과 농부들 그리고 가축 사육자들 중에 그 누구도 이곳에 거주하는 것이 허락되지 않았다. 이듬해, 황제 레온 6세의 칙령에서 "게론데스 의회(원로원 의회)의 고대 의석이라고도 불리는 것"으로 보아 일종의 수사들의 관리권이 이미 있었고 그것은 이미 "고대"부터였음을 의미함을 알 수 있다. 887년, 몇몇 수사들은 황제 레온에게 콜로보스의 수도원이 갈수록 더 성장하고 있고 그들이 평화를 잃고 있다고 간했다.
908년의 수도원 공동체의 "수장"인 프로토스("일급 수사")의 존재가 문서화되어있다. 943년에, 수도원 주의 경계가 정밀하게 지도로 그려졌다. 그리고 우리는 카리에스가 이미 행정상의 주도였으며 소재지 "메갈리 메시 라브라"(중앙 대회의)의 이름을 지녔음을 알 수 있다. 956년에, 한 법령으로 약 940,000 m²(10,118,075.79 평방 피트)의 토지를 히로포타무 수도원에 제공했는데, 이는 그 수도원의 규모가 이미 상당히 커졌었다는 것을 의미한다.
958년, 수사 아타나시오스 아토니테(Άγιος Αθανάσιος ο Αθωνίτης)가 아토스산에 도착했다. 962년에, 그는 카리에스에 "프로타톤"의 중앙 성당을 건축했다. 이듬해, 그의 벗인 황제 니키포로스 포카스의 지원으로 대 라브라를 설립했는데, 이 수도원은 오늘날 현존하는 20 곳의 수도원들 중에서 가장 크고 가장 두드러지는 곳이다. 다음 수 세기 동안 이 곳은 동로마 제국 황제들의 보호를 누렸고 상당히 많은 부와 재산을 축적했다. 13세기에, 제4차 십자군은 로마 가톨릭 군주들을 옹립케 했는데, 동로마 제국이 반환될 때까지, 그 군주들은 수사들에게 교황 인노첸시오 3세의 개입을 호소하고 간청하기를 강요했다. 아토스산에서 수련했고 그리고리오스 팔라마스가 옹호하던 헤시카즘을 놓고 벌어진 종교적인 충돌이 목격되기도 한 세기인 14세기에, 이 반도는 카탈루냐 동지회에게 습경당했다.

### 오스만 시대
15세기에 동로마 제국이 정복 당하고 새로 건국된 오스만 제국이 그 자리를 차지했다. 아토니테 수사들은 오스만 제국의 술탄과 좋은 관계를 유지하려 했으며 1430년에 무라드 2세가 테살로니키를 정복했을 때, 그들은 즉시 그에게 충성을 맹세했다. 그 보답으로, 무라드는 수도원들의 재산들을 인정했고, 1453년 콘스탄티노폴리스의 함락 이후에 메흐메드 2세는 그것들 중 어떤 것들은 정식으로 비준했다. 이런 식으로, 아토스산의 독립은 어느 정도 보장되었다
15세기와 16세기는 아토스산의 공동체에게 특히 평화로웠다. 이는 수도원들에게 상대적인 번영을 가져다 줬다. 예를 들면, 스타브로니키타 수도원은 현재 아토스산의 수도원들의 수 만큼으로 완공되어 설립되었다. 오스만에 의해 세르비아 전제군주국이 정복 당한 다음에, 세르비아의 많은 수사들이 아토스로 왔다. 그 시기 동안에 세르비아인 수사들의 대규모 참여는 프로토스 사무장에 대한 그들의 다수의 선거로 묘사된다.

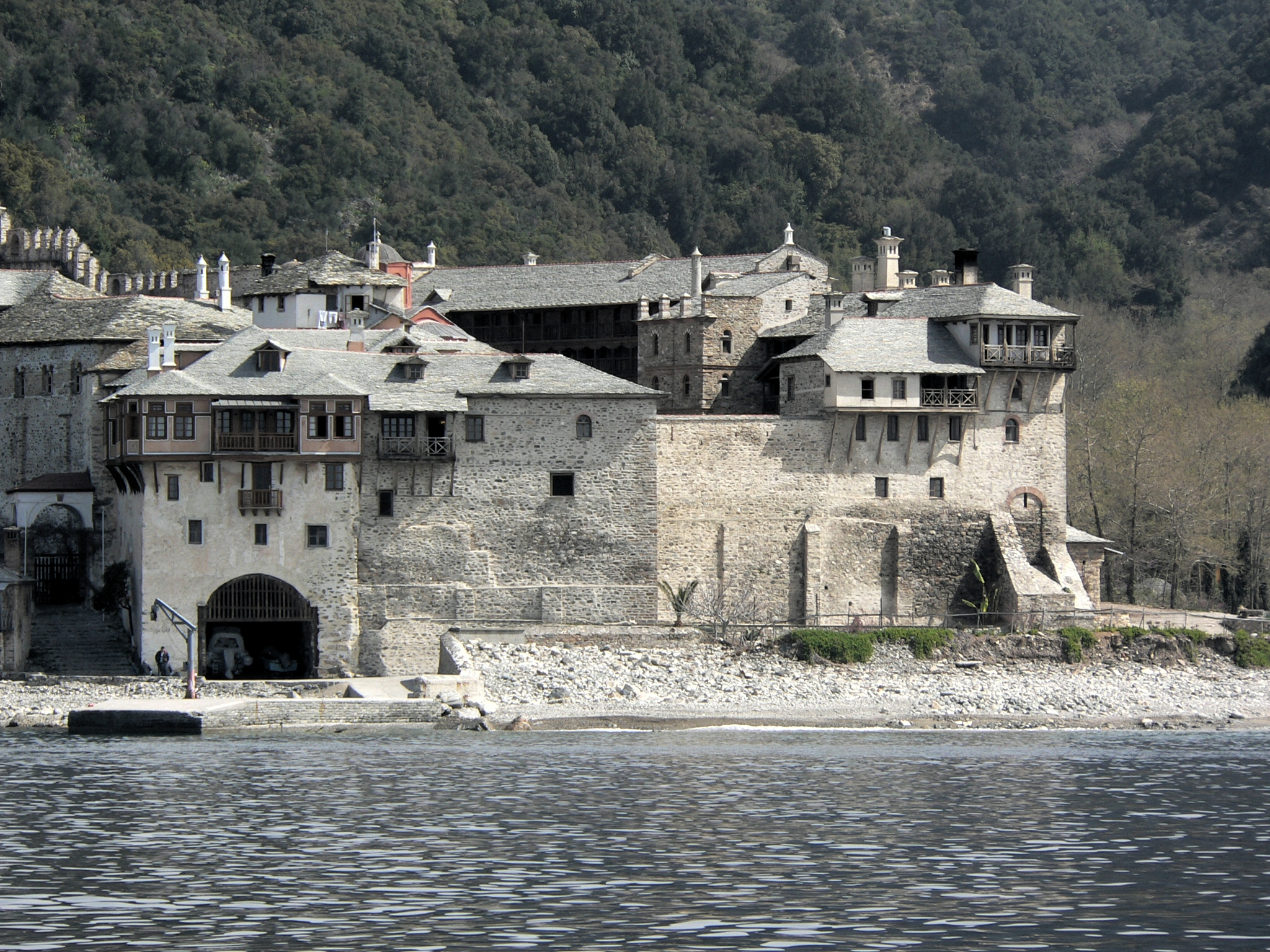
크세노폰토스 수도원

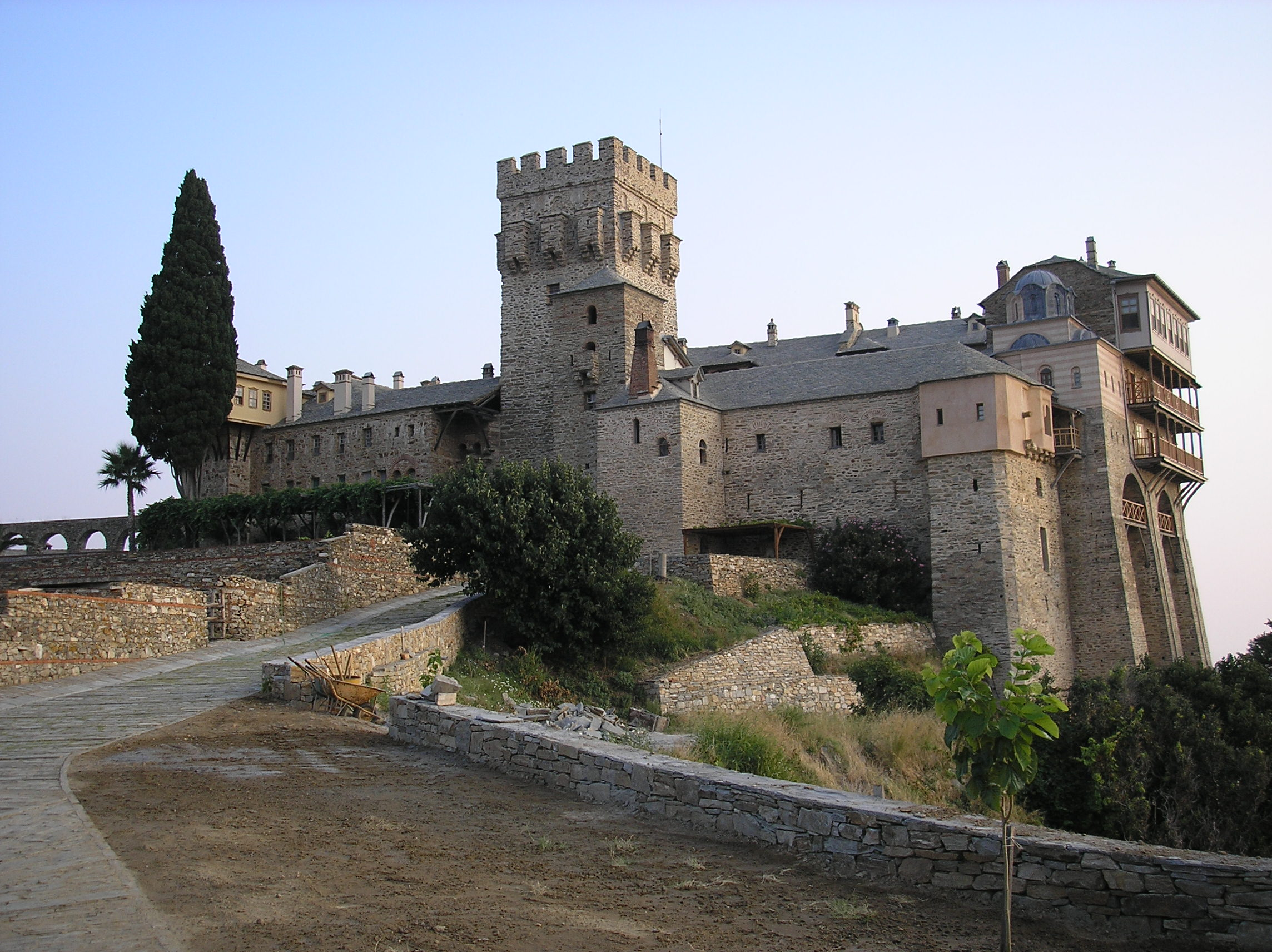
가장 나중에 설립되었던 스타브로니키타 수도원

술탄 셀림 1세는 히로포타무 수도원의 실질적인 기부자였다. 1517년에, 그는 "거룩한 복음이 설교되는 장소, 불태워지거나 훼손될지라도, 다시 세워질 것이다."는 파트와와 하티 샤리프 칙령("귀족 칙령")을 공표했다. 또한 그는 수도원에 권한을 부여해서 수도원의 식당과 지하실의 건축 뿐만 아니라 중앙 성당에 있는 벽화 보수에 자금을 댔는데, 그 작업들은 1533년 ~ 1541년에 완료되었다.
대부분의 시간 동안 이 산의 수도원들은 그들의 소유로 남아 있었다는 사실에도 불구하고, 오스만은 그들에게 막대한 세금을 부과했으며 때때로 토지 구획들을 압수했다. 17세기 동안, 결국 재정 위기가 극에 달했다. 그래서 이디올리트믹"이라고 불리는 생활방식("기독교 수도원주의의 변형식 준-은수)을 처음에는 소수의 수도원들이 18세기의 1반기 동안에는 모든 수도원들이 채택하게 되었다.
이 새로운 수도원 조직 방법은 그들의 경제 환경에 대항하려 했던 수도원 공동체들에 의해 실시된 비상 조치였다. 반대로 케노비틱 방식은 이디올리트믹 공동체들에 있는 수사들이 개인 재산을 소유하고 자신들을 위해 일하는데, 그들은 단독으로 음식과 필수품들을 조달하는 책임이 있었며, 식사도 그들의 수도실에서 따로 했다. 그 무렵, 위원회에 의해서 수도원들의 대수도원장들은 교체되었고, 카리에스에서 프로토스 또한 4 인의 위원회에 의해 교체되었다.
1749년에, 바토페디 수도원 인근에 아토니테 아카데미가 설립되었고, 지역 수도원주의 공동체는 18세기의 현대 그리스 계몽 운동을 이끄는 역할을 하였다. 고대 철학과 현대 물리과학을 가르치던 이 시설은 특히 에우게니오스 불가리스 하에서 고수준의 교육을 제공했다.
러시아의 차르와 몰다비아, 왈라키아와 (15세기 말까지) 세르비아 출신의 왕자들이 상당한 기부로 수도원들의 생존을 도왔다. 그 다음 세기에 수사들의 인구와 그들의 재산은 감소했지만, 19세기에, 특히 러시아 정부의 후원에 의해 재활성화되었다. 그 결과, 그 세기 동안에 수도원의 인구는 꾸준히 증가했고, 1902년에 수사들은 7,000 명이 넘어 최고로 많았다.
1912년, 제1차 발칸 전쟁 기간 동안에, 오스만은 그리스 해군에 의해 쫓겨났다. 그리스는 1913년 5월 30일에 체결된 런던 평화 조약의 부분을 들어 이 반도의 영유권을 주장했다. 런던 조약의 결점의 결과로, 1913년 6월에, 전투 부대들 사이에 제2차 발칸 전쟁이 발발했다. 1913년 8월 10일, 부쿠레슈티 조약에서 최종 평화 합의가 이뤄졌다.
1913년 6월에, 이미아슬라비에(러시아 정교회 운동)에 대한 신학적 논쟁에 개입하기 위해서 포함 도네츠와 수송선 차르와 케르손으로 구성된 한 소규모의 러시아 함대가 볼로그다의 대주교와 몇 명의 병력을 이송했다.
대주교는 이미아슬라브치에 대해서 말하며 그들을 자발적인 신앙으로 변화하게 하려고 시도했지만, 실패했다. 7월 31일에, 그 병력이 성 판텔레이몬 수도원에 침략했다. 수사들은 무장하지 않았고 활발히 저항하지 않았는데도 불구하고, 그 병력들은 아주 극도로 훈련된 전술을 보여줬다. 성 판텔레이몬 수도원의 강습 이후에, 안드레에브스키 스케테(아기우 안드레아 스키티)에서 온 수사들은 자발적으로 항복했다. 군 수송선 케르손은 감옥선으로 변했고 몇 명의 이미아슬라브치 수사들은 러시아로 보내졌다.
이렇게 아토스산의 주권을 두고 그리스와 러시아 사이의 잠시간의 외교적 갈등이 벌어졌으며, 제1차 세계 대전 이후로 정식으로 그리스의 주권 아래 들게 되었다.

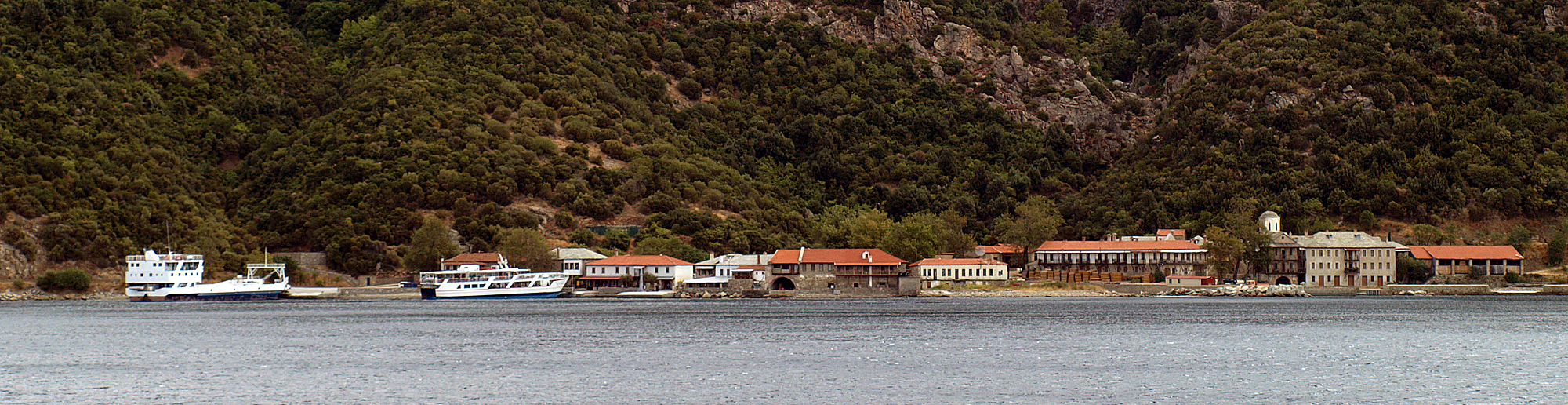
다프니의 전경

### 현대

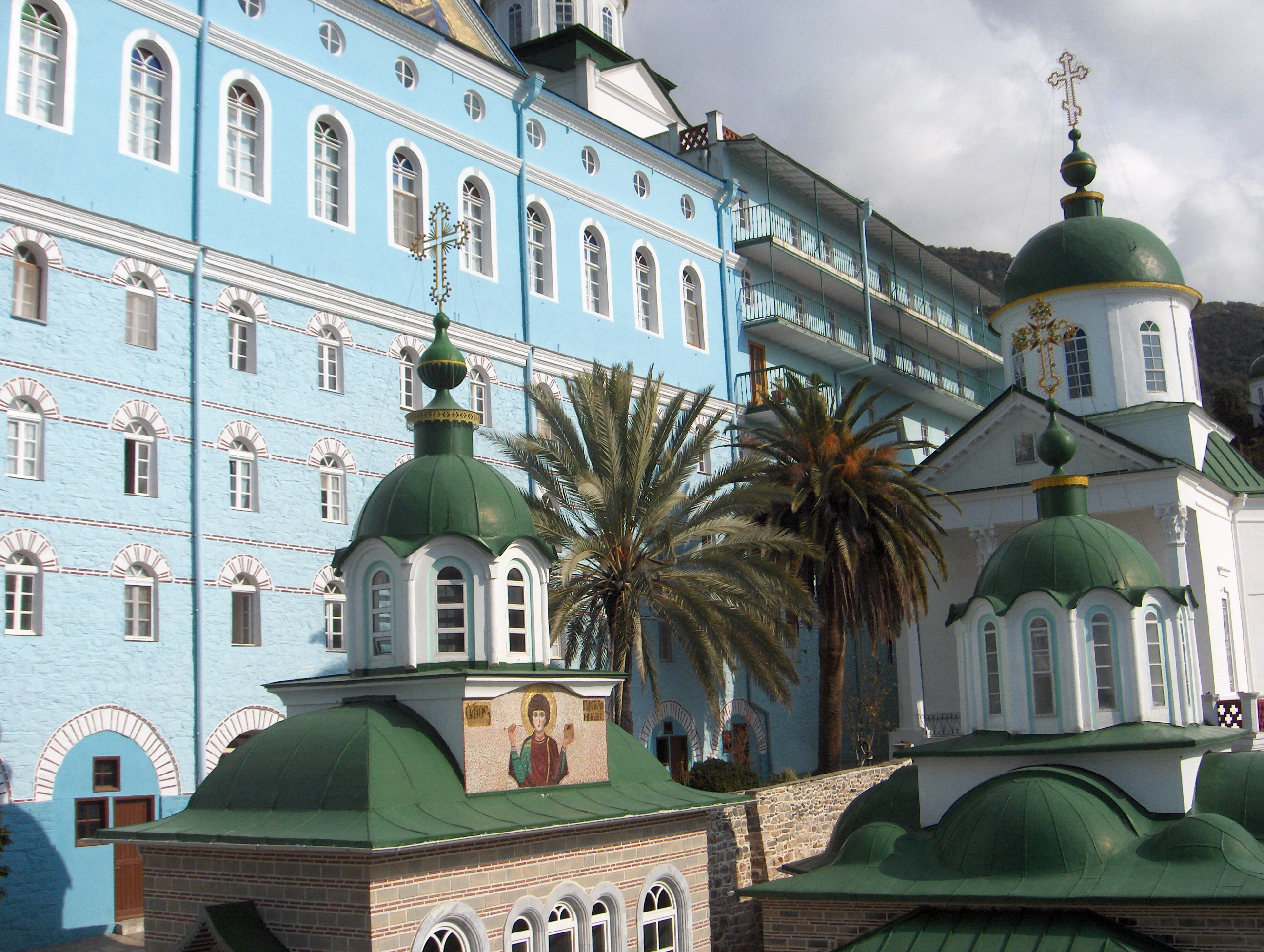
아기우 판텔레이모노스 수도원의 전경

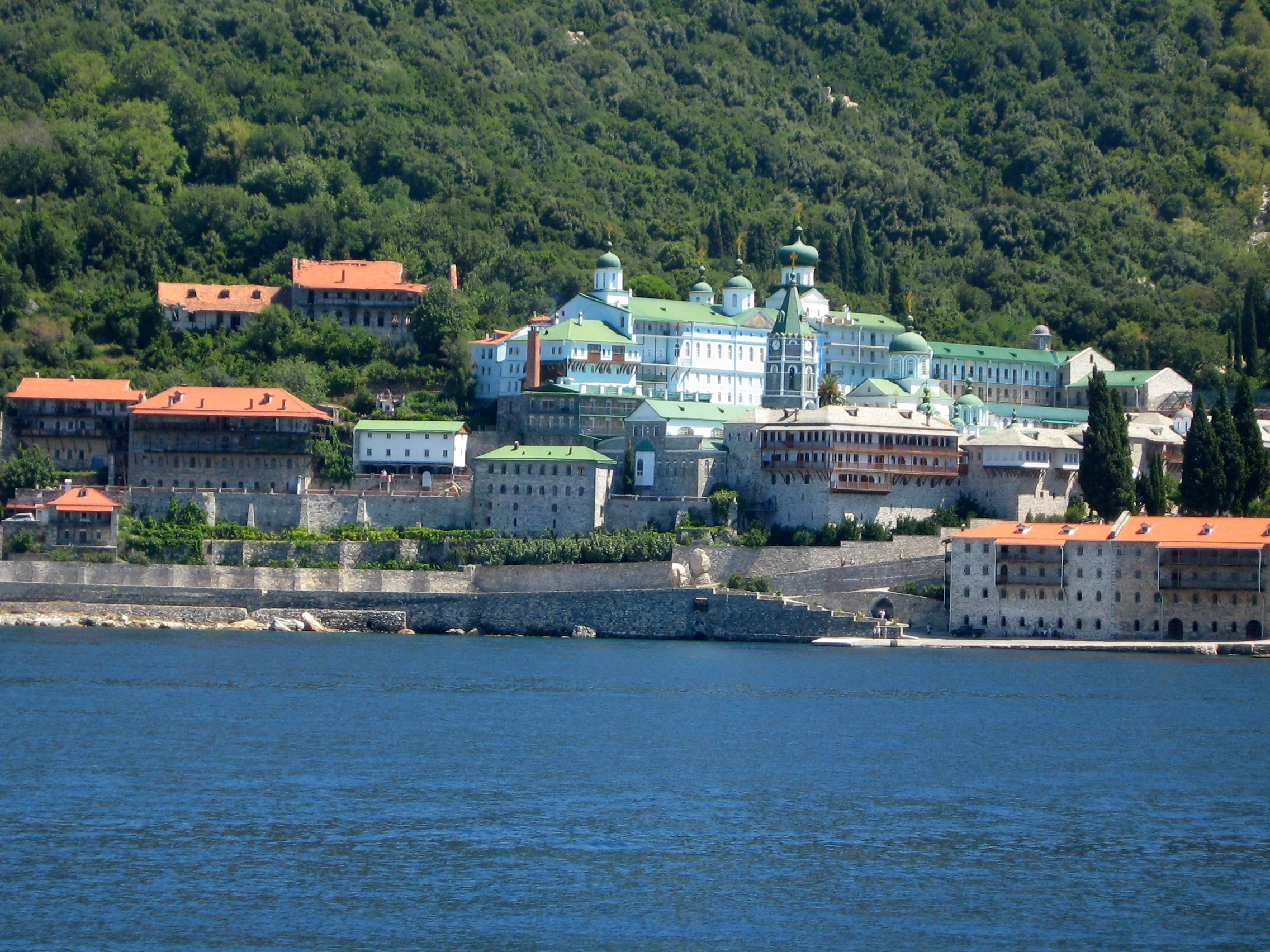
아기우 판텔레이모노스 수도원. 러시아 수사들의 전통적인 고향이며, 20세기 초에 이미아슬라비에 논쟁의 주무대가 되었다.

1913년 10월 3일에 성 공동체에 의해 통과된 법령과 런던(1913년), 부쿠레슈티(1913년), 뇌이(1919년), 세브르(1920년), 로잔(1923년) 조약에 따르면 성산 자치 지역은 그리스의 주의 일부로 여겨졌다. "악시온 에스틴 성화의 존재에서 만들어진" 이 법령에는 그리스의 왕들이 수도원을 건설한 황제의 합법적인 군주들이며 "이 산에 있어서의 계승자들"로 인정했고, 당시의 그리스 왕국에 속하는 영토라고 선언되었다고 기술되어 있다.
20세기 중반 동안에 그리스의 정치적인 불안정은 1941년의 부활절부터 1944년 말까지 아토스산이 나치의 점령지에 포함되는데 그리고, 공산주의자들의 노력이 실패한 곳에서의 투쟁이 곧바로 그리스 내전이 이어지는데 영향을 끼쳤다. 타임지는 그리스 공방전에 대해 "급강하 전폭기 스투카스가 마치 어둡고 무서운 새와 같이 에게 해를 가로질러 급습했지만, 그들은 아토스산의 수사들에게 한 발의 폭탄도 떨어뜨리지 않았다." 나치가 그리스를 장악한 이후에, 아토스의 4인의 집행 위원회인 에피타시아는 정식으로 히틀러에게 그의 개인 보호 아래 수도원 자치 주의 설치를 요청했고 히틀러는 승인했다. 아토스산은 제2차 세계 대전 동안에도 거의 훼손되지 않은 채로 존속했다.
나중에 카리에스 수도 공동체는 그리스 국회에서 비준된 성산의 "헌법상의 인가서"를 가결했다. 이 제도는 972년에 요한니스 치미스케스에 의해 서명되고 밀봉된 금인칙서 양피지 문서에 기록되어 있는 "수도원 자치 주"에서 유래했다. 이 중요한 문서는 카리에스에 있는 성 행정 보관소에 보존되어 있다. 1095년에 황제 알렉시오스 1세 콤니노스에 의해 뒤늦게 성산의 자치가 재차 확인되었다.
그리스 헌법에 따르면, 아토스산은 "고대부터 이어지는 특전", "그 위에 온전하게 남아 있어야 하는 주권을 지닌 그리스 주의 자치 지역이며, 수도 공동체를 구성하는 20 곳의 주요 수도원들, 주도와 관리 센터, 그리스의 주의 대표자로서의 주지사직의 발상지이기도 한 카리에스로 구성되어 있다고 한다. 주지사는 경영을 위해 지명된 수장이다. 성산의 지위와 아기오리테 시설들의 관할권은 그리스의 유럽 연합(그때의 유럽 공동체)에 입장으로 명확하게 설명되었고 비준되었다.

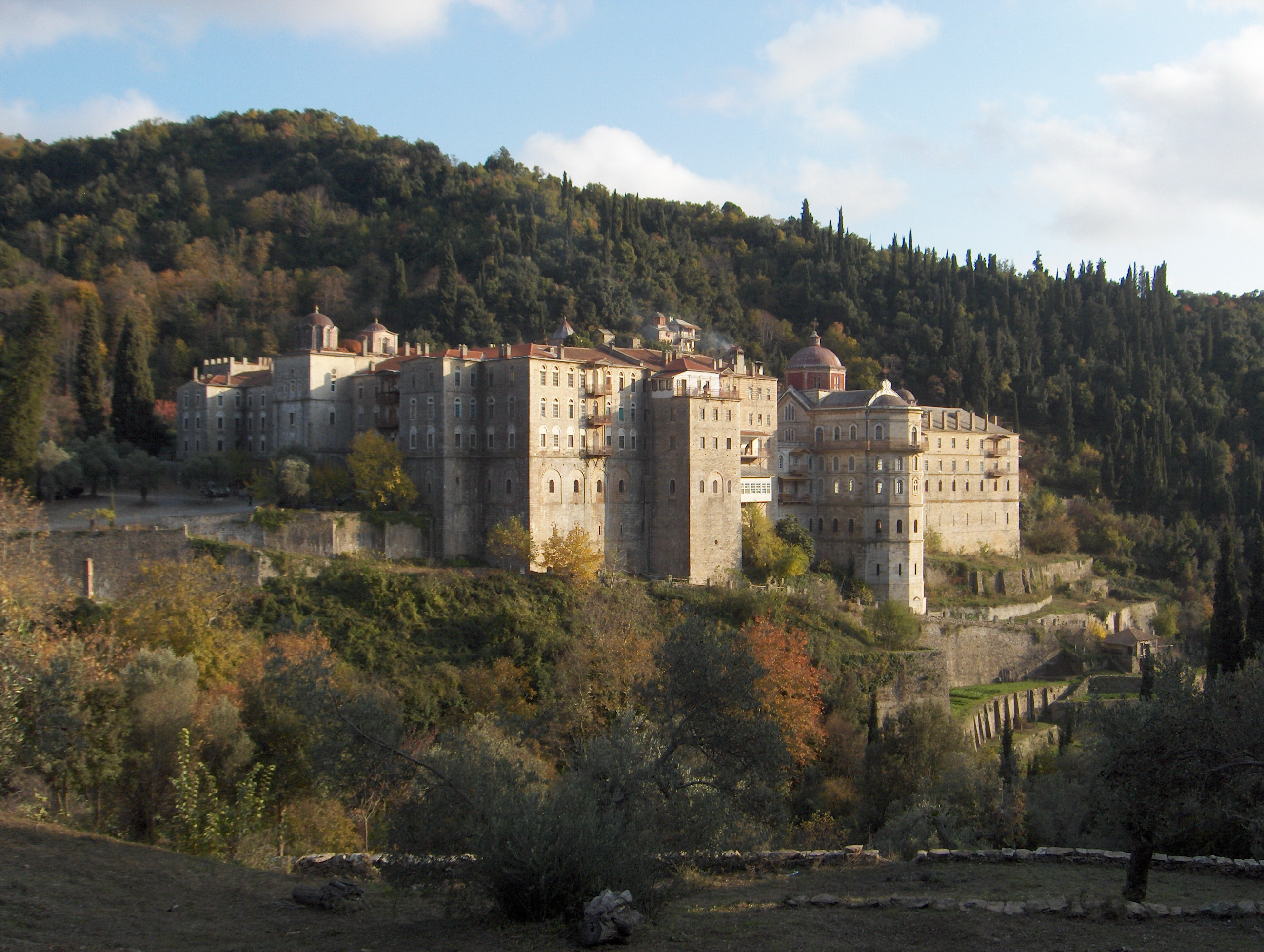
조그라푸 수도원

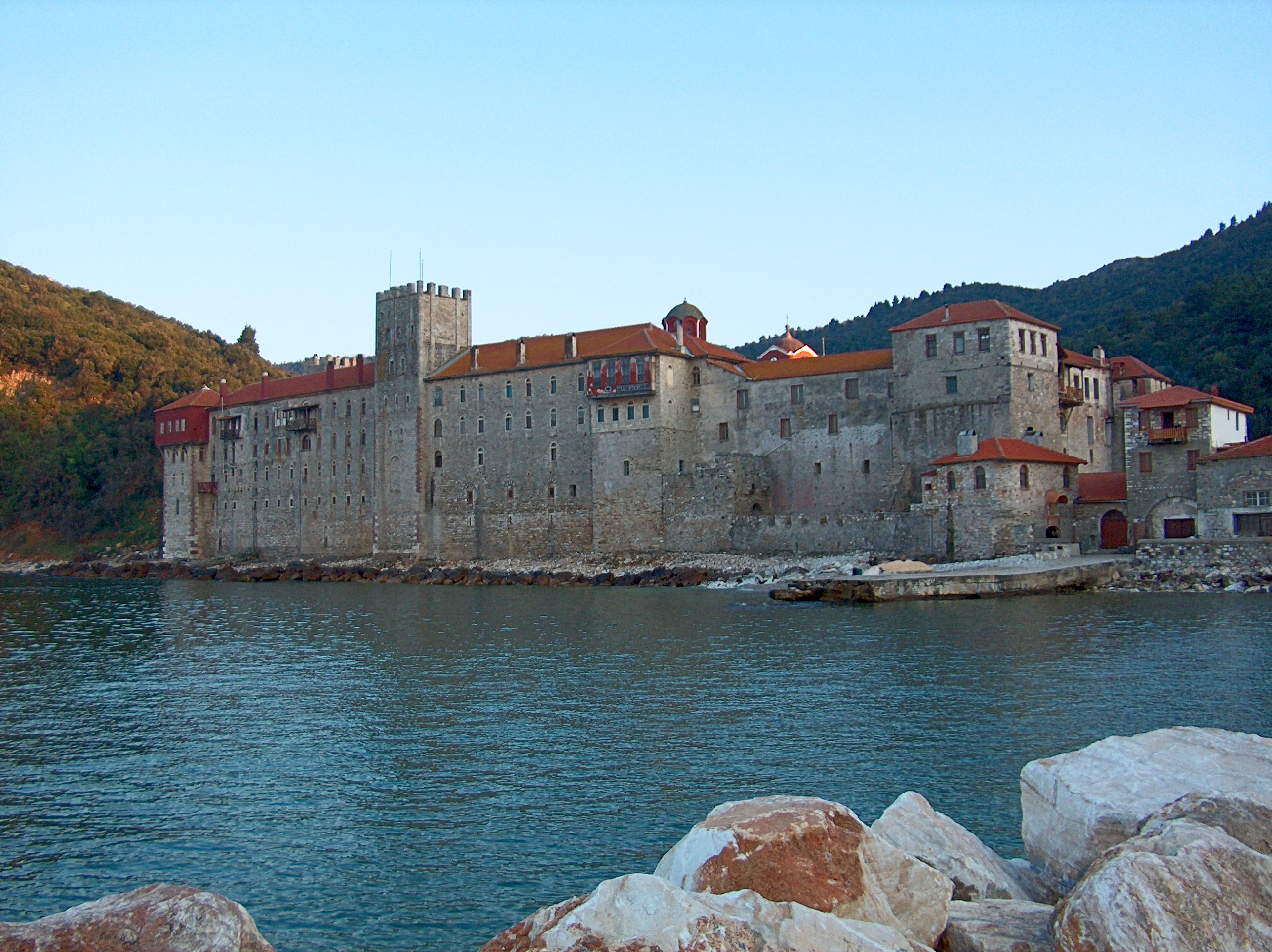
에스피그메누 수도원

2004년 9월 12일, 이 반도를 벗어난 에게해에서의 헬리콥터 사고로 알렉산드리아 총대주교 페트로스 7세와 16명의 사람들이 모두 죽었다. 총대주교는 아토스산으로 향하고 있었다. 사고의 원인은 아직도 밝혀지지 않았다.
아토스산의 수도원들은 에큐메니즘, 또는 콘스탄티노폴리스 교회와 로마 가톨릭교회 간의 화해를 향한 운동에 반대한 역사가 있다. 에스피그메누 수도원은 1972년에 콘스탄티노폴리스 총대주교 아테나고라스 1세와 교황 바오로 6세의 만남에 대하여 반대하여 검은 깃발을 게양하기도 했다. 그 후에 에스피그네누는 아토니테 공동체의 대표단에서 제명되었다. 2002년에 콘스탄티노폴리스 총대주교 바르톨로메오스 1세가 에스피그메누의 수사들을 불법적인 수사들로 규정하고 그들의 축출을 지시하여 갈등이 확대되었다. 수사들은 축출되기를 거부했다.
1917년, 주로 고령의 수사들로 단지 1,145 명의 저점 이후에, 수도원들은 꾸준히 지속된 개선이 진행되었다. 20 곳의 수도원들과 관련된 스케테들이 모두 주로 잘 교육 받은 젊은 수사들의 투입을 수용하여, 2000년 경에, 수도원의 인구는 1,610 명에 달했다. 2009년에, 인구는 거의 2,000 명이었다. 많은 젊은 수사들이 산의 방대한 필사본들, 제의들, 이콘들, 전례용품들과 다른 예술 작품들, 엄청난 양으로 인해 대중에게 알려지지 않은 채 남아 있는 대부분의 것들의 저장소를 분류하고 복원하는데 있어서 그들의 작업을 가능하게 하는 대학 교육을 받았으며 숙련된 기술들을 보유하고 있다. 완료되는데 수십년이 걸릴 것으로 예상되는 이 복원과 기록은 UNESCO와 EU의 재정 지원과 많은 학술 기관들의 원조를 받아 잘 진행되고 있다.

## 갤러리

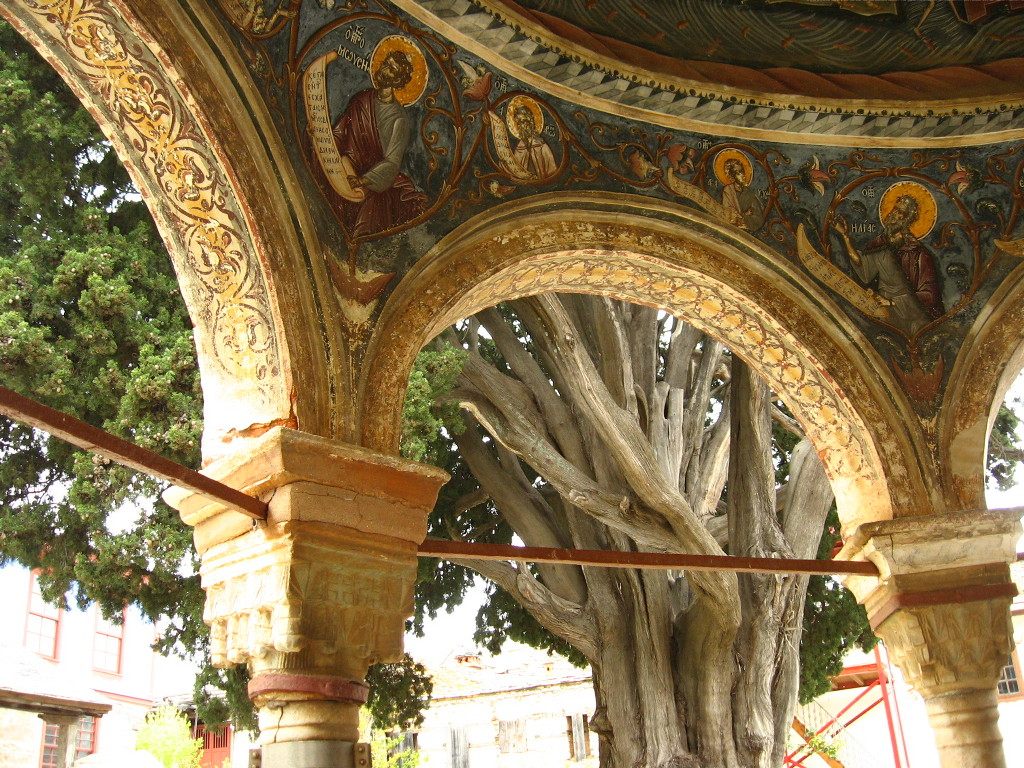
대 라브라 수도원에 있는 아토니테 아타나시오스의 쿠프레수스속
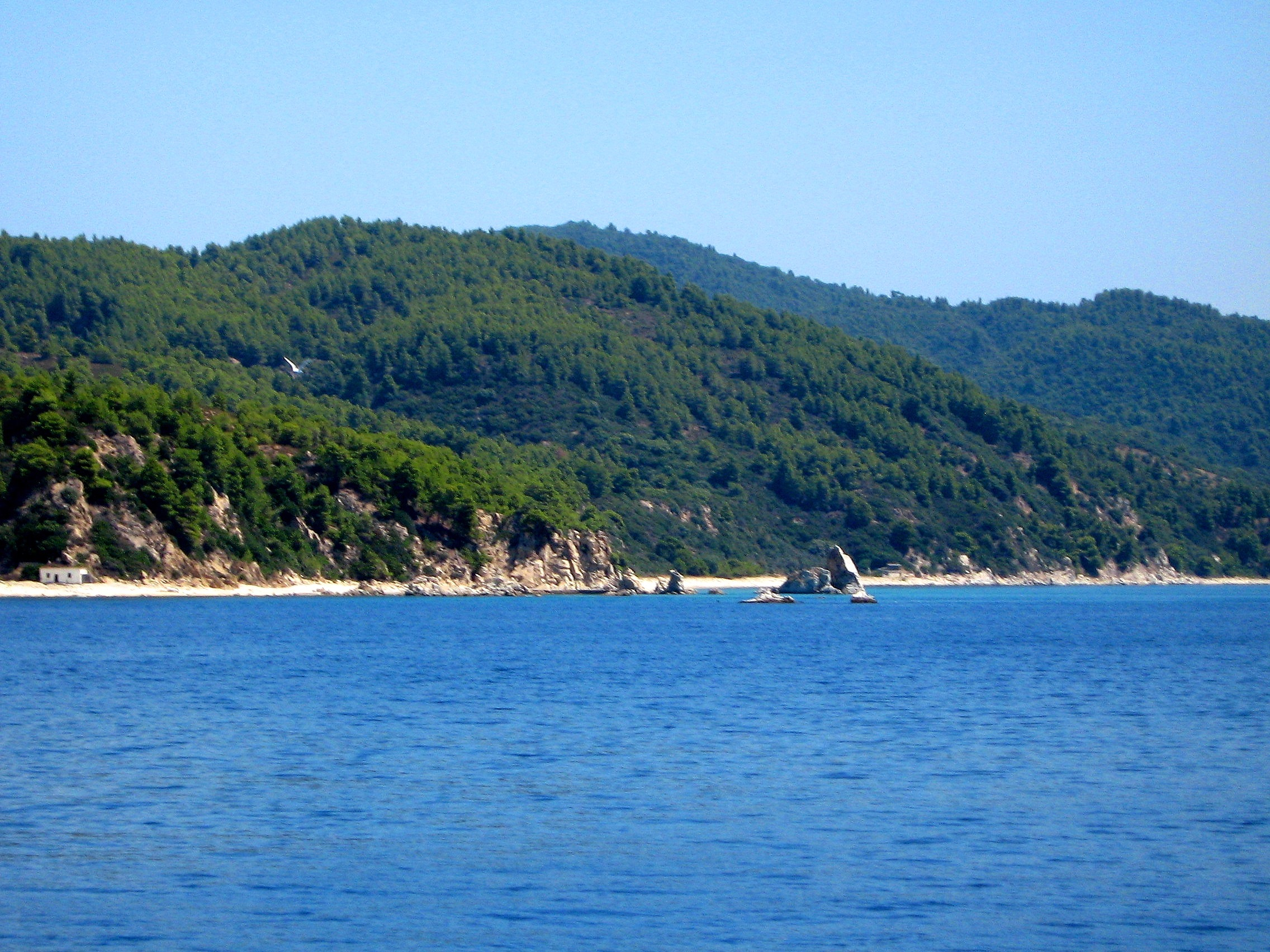
선박에서 본 전경
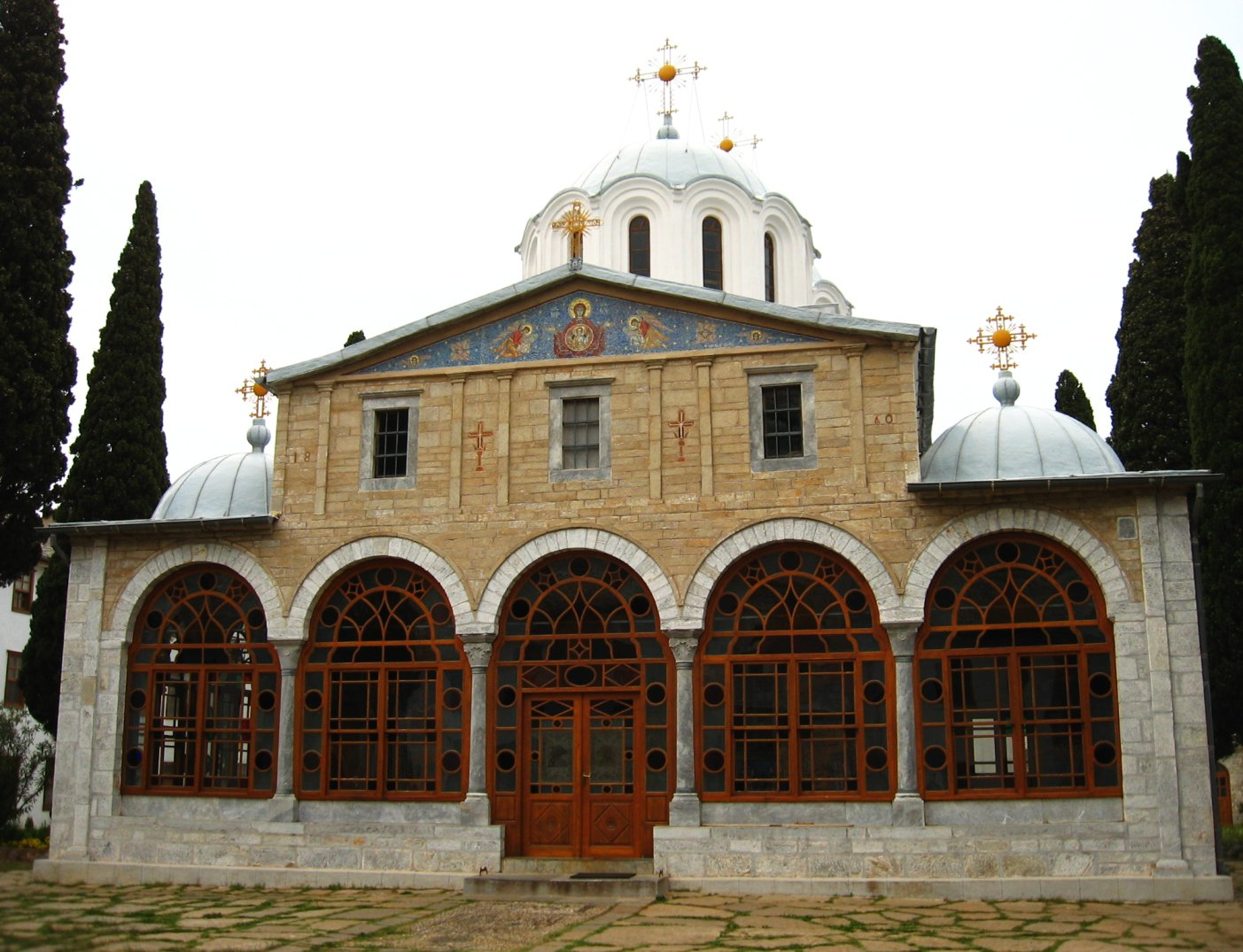
루마니아인의 "프로드로모스" 스케테의 성당
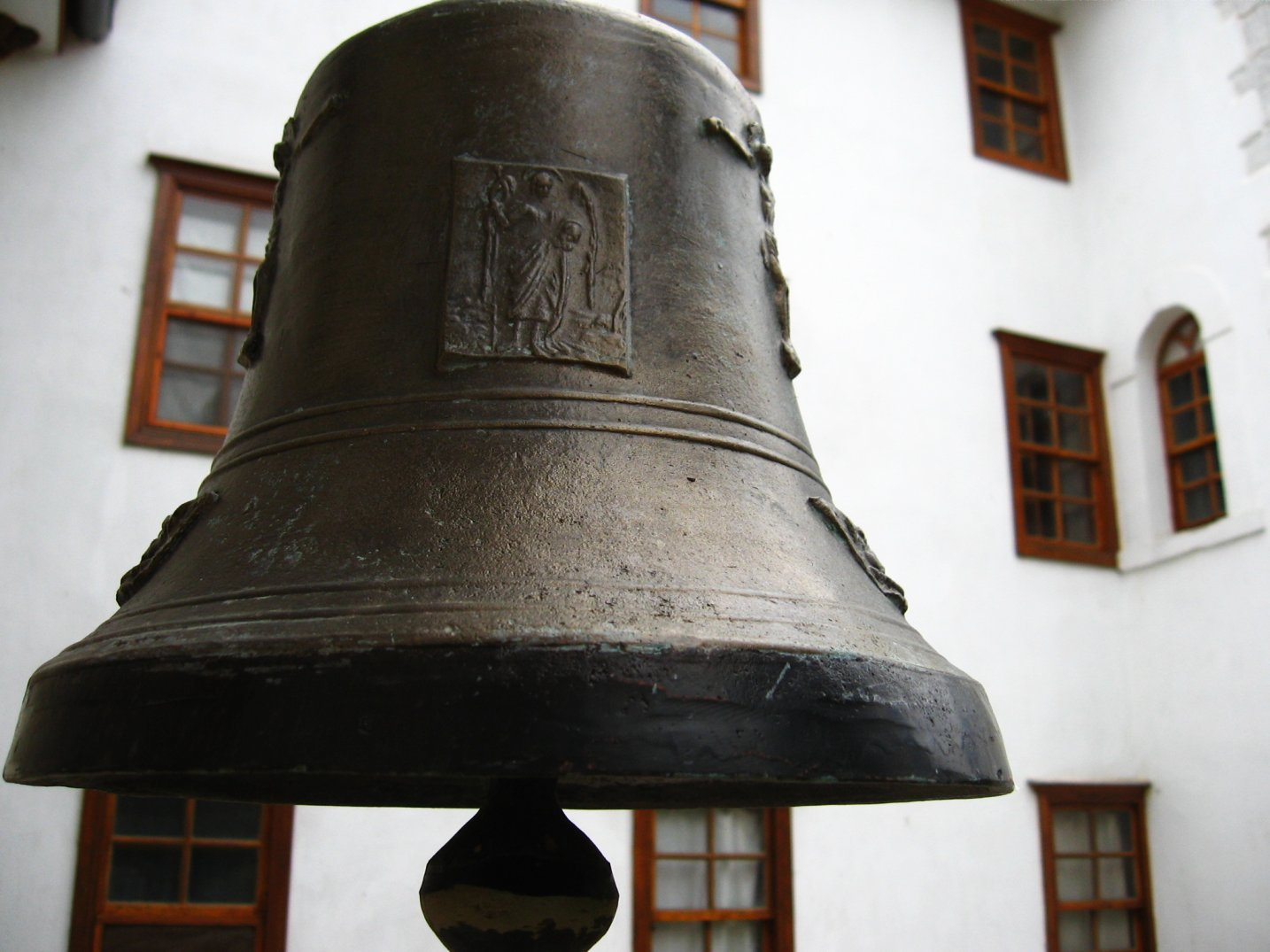
루마니아인의 스케테 "프로드로모스"
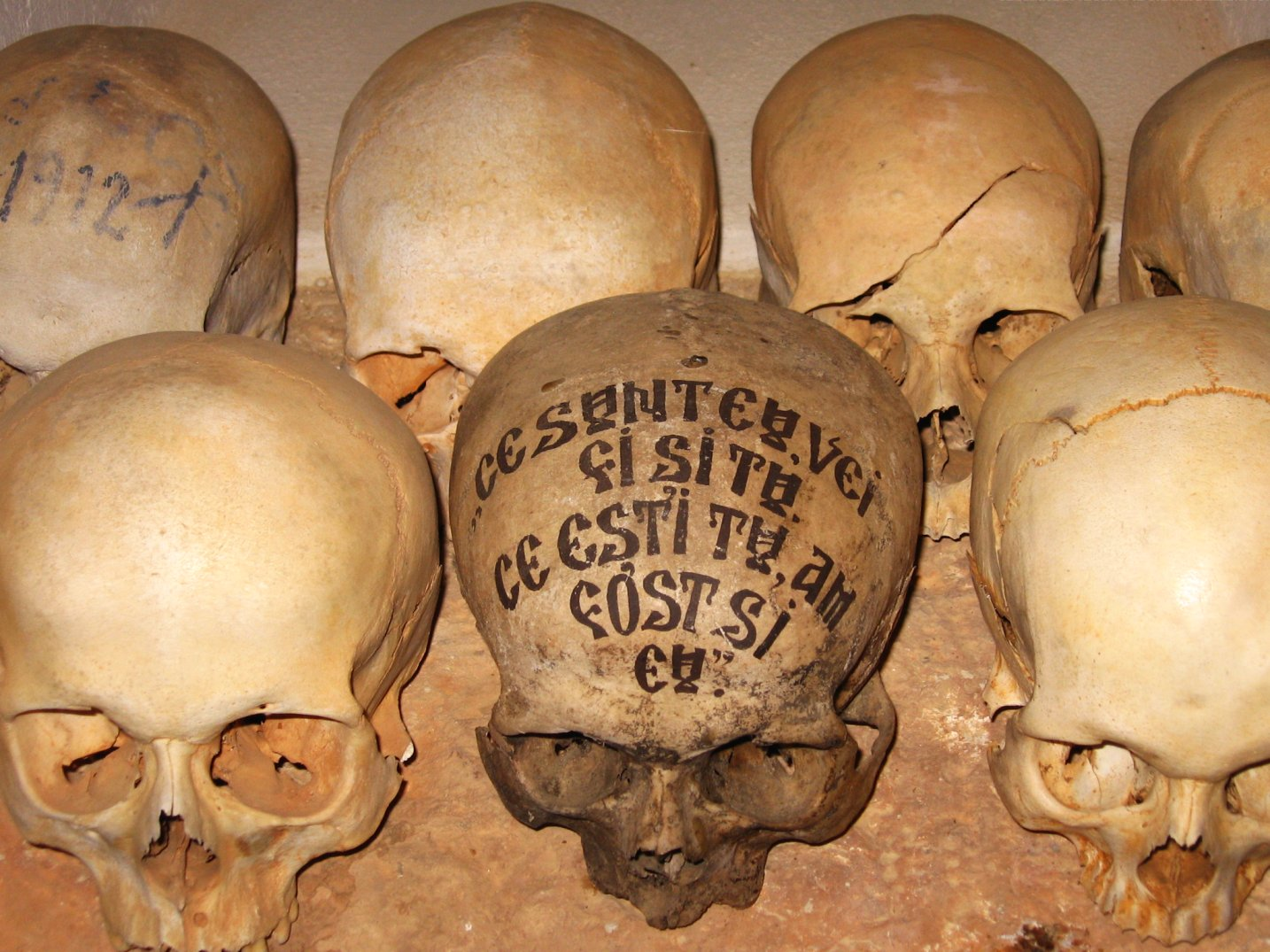
루마니아인의 스케테 "프로드로모스"의 유물들
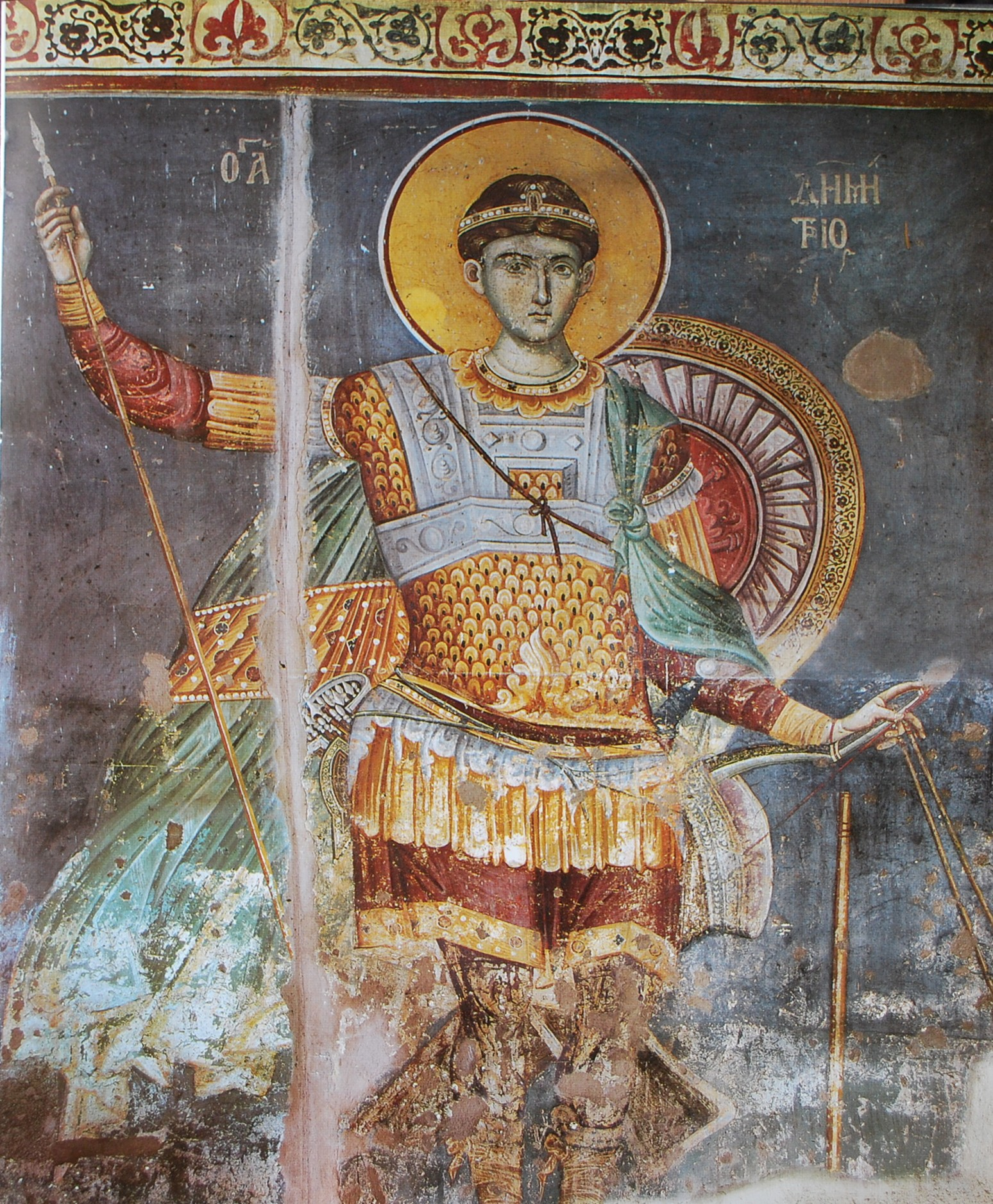
성 데메트리오스가 그려진 프레스코화
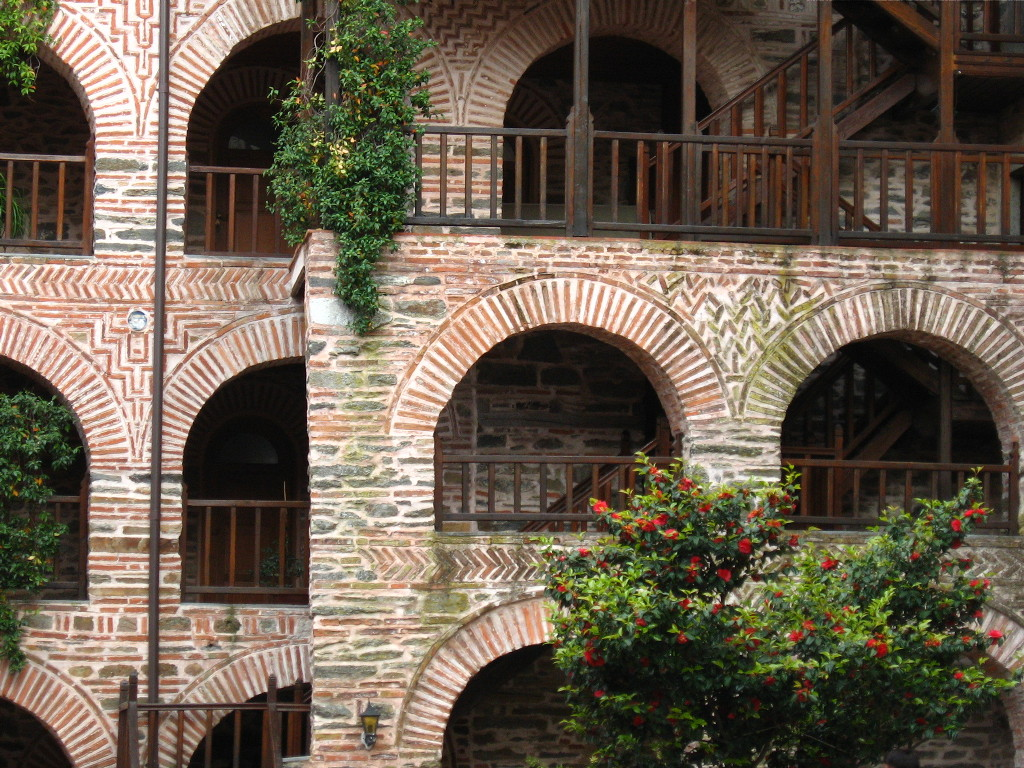
쿠틀루무시우 수도원의 전경
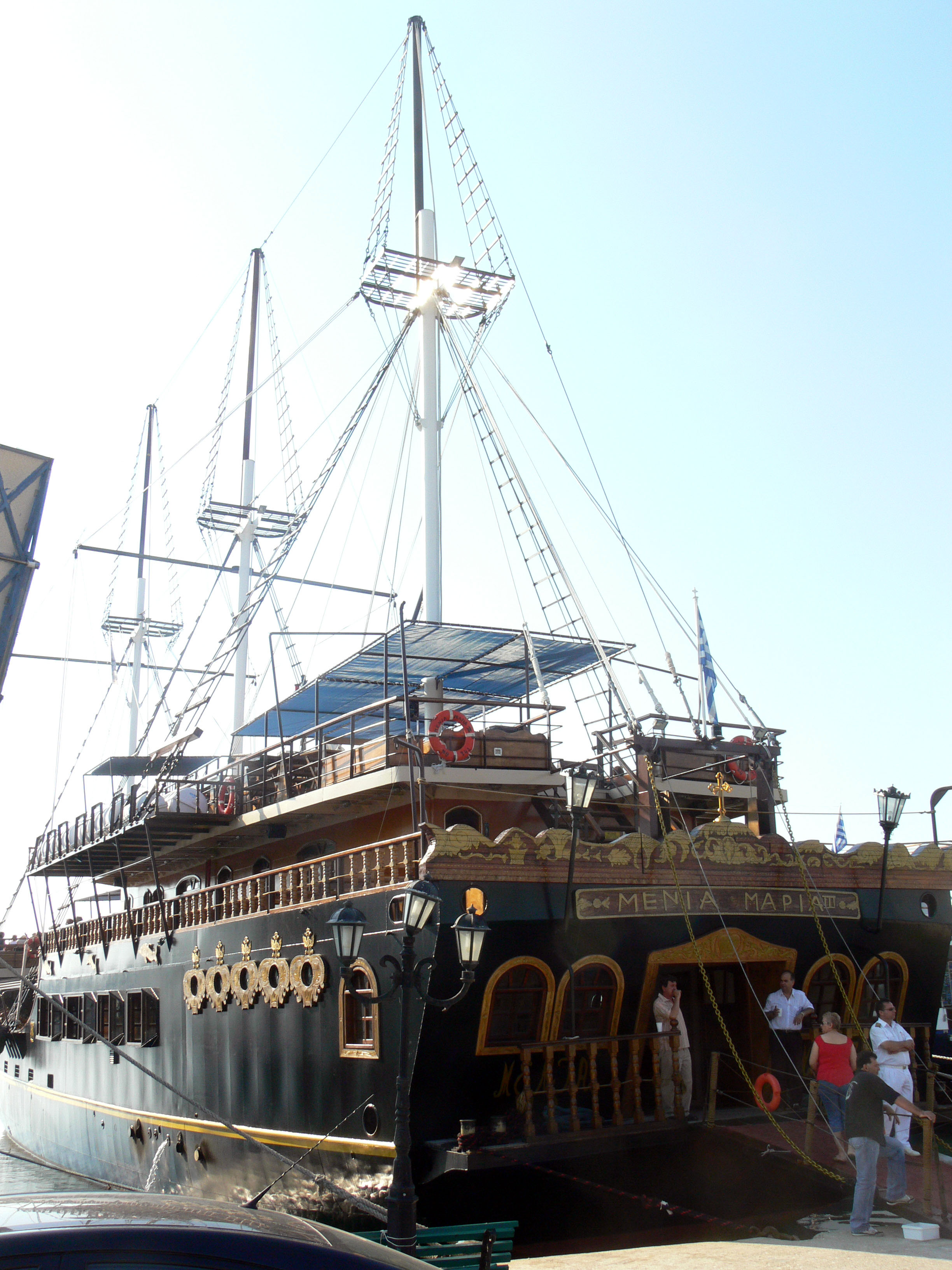
아토스산에 정박하고 있는 한 선박
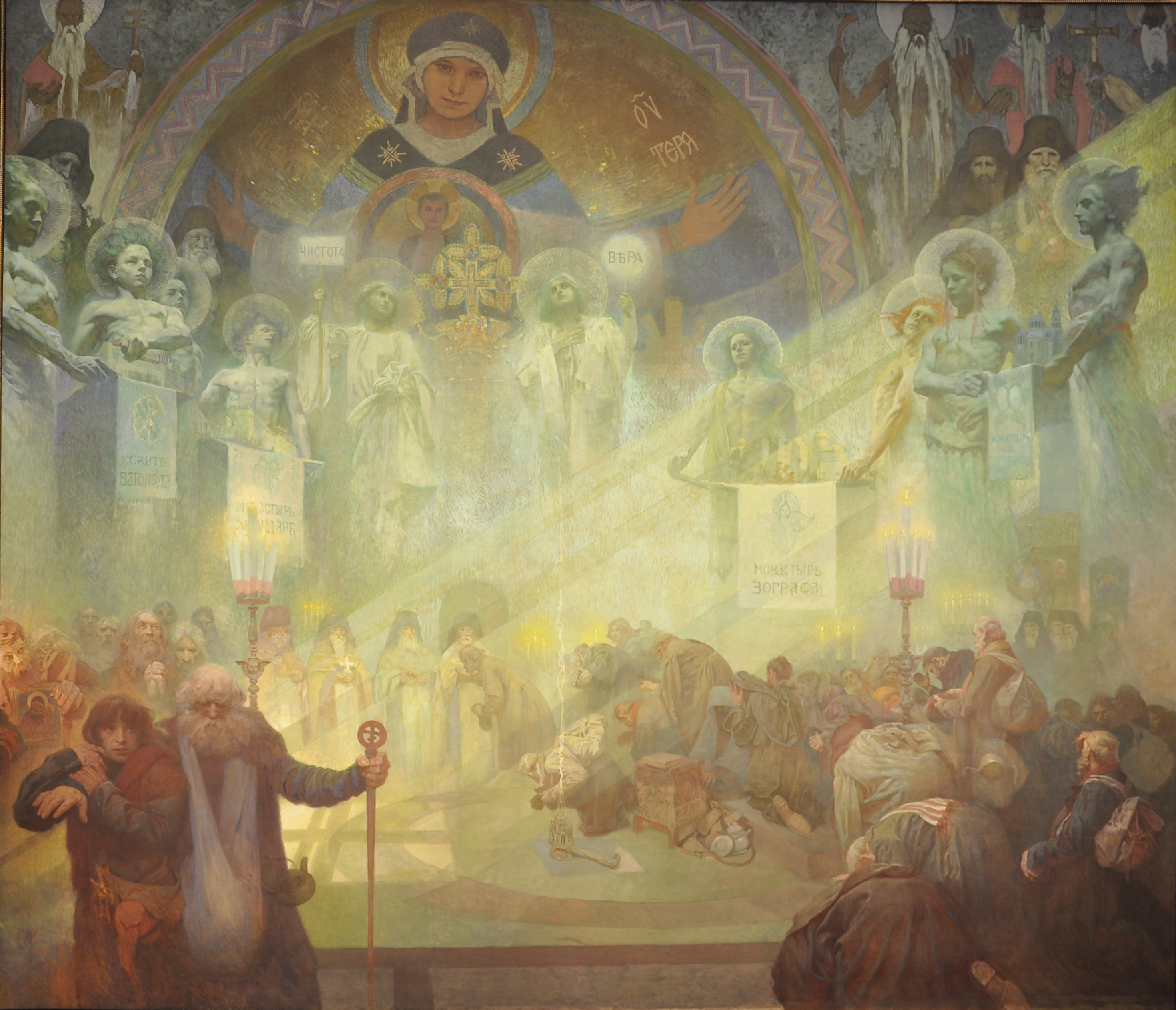
알퐁스 뮈샤 작의 성산 아토스
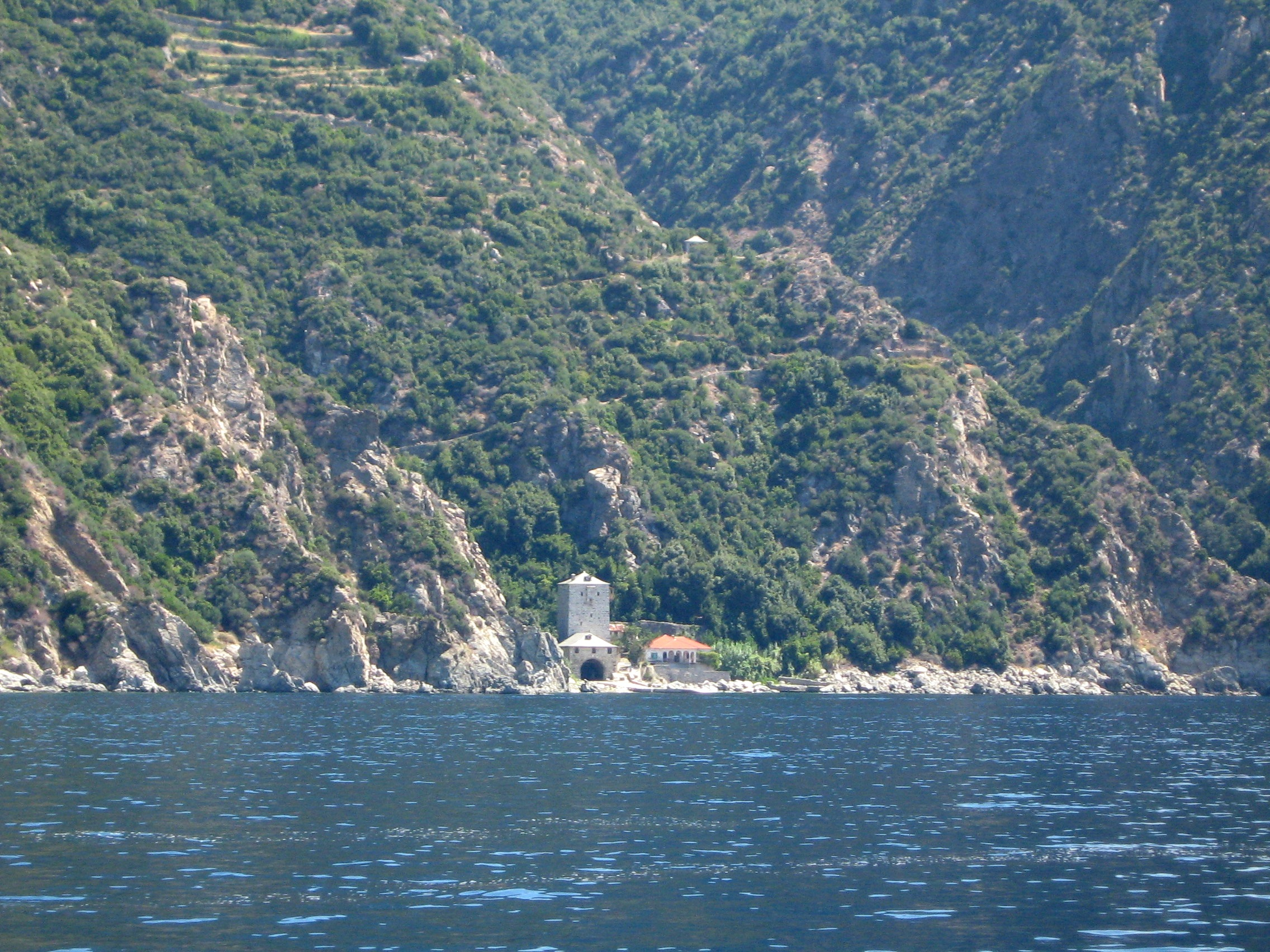
시몬스 페트라스 수도원에 속해 있는 선고

## 같이 보기
- 동방정교회
- 동로마 제국
- 헤시카주의
- 동로마 제국의 역사
- 그리스의 국가와 지역 목록
- 신 아토스

## 참고 문헌
- The 6,000 Beards of Mount Athos ISBN 0-85955-251-9, Ralph H. Brewster. 저.: 1935년에 초판발행된 이 반도의 안내서로서, 경관, 수도원들, 스키테들과, 거주자들의 삶, 관습을 포함하여 대개 더 이상 논의되지 않는 것들을 상세히 열거했다.
- Mount Athos ISBN 960-213-075-X, Sotiris Kadas 저.: 수도원들과 그들의 역사에 대한 삽화가 든 안내서(Athens 1998)이다. 아토스산에 있는 비잔티움 예술 작품들과 보물들의 많은 삽화들이 수록되어 있다.
- Athos The Holy Mountain, Sydney Loch 저. 1957년과 1971년에 출판 (Librairie Molho, Thessaloniki). 로쿠는 그 생애 대부분의 시간을 아토스 인근에 있는 우라노폴리스에 있는 비잔티움 탑에서 보냈는데, 아토스산으로의 그의 수 많은 방문들을 설명한다. 테살로니키에 잇는 유명한 몰호 서점에 적은 권 수의 사본이 남아 있을 것이다.
- Dare to be Free ISBN 0-330-10629-5 Walter Babington Thomas 저.: 제2차 세계 대전 동안에 체포를 피해 이 반도에서 1년을 지냈던 탈출한 전쟁포로의 입장에서 아토스산의 수사들의 삶에 대한 이해를 제공한다.
- Blue Guide: Greece ISBN 0-393-30372-1, pp. 600–03.: 역사 그리고 여행자 정보를 제공한다.
- Mount Athos Renewal in Paradise ISBN 0-300-10323-9, Graham Speake 저.: 과거, 현재 그리고 미래의 아토스에 대한 넓은 범위에 걸친 서적으로, 여행자들에게 가치 있는 정보가 포함되어 있고, 이 반도와 수도원의 일상에 대한 수많은 컬러 사진들의 수록이 특징이다.
- From The Holy Mountain William Dalrymple 저, ISBN 0-8050-6177-0 1997년 출판.: 아토스산에서 시작해서 끊임없이 되돌아보게 되는 매력적인 여정.
- Ivanov, Emil: Das Bildprogramm des Narthex im Rila-Kloster in Bulgarien unter besonderer Berücksichtigung der Wasserweihezyklen auf dem Athos, Diss., Erlangen, 2002.
- Ivanov, Emil: Apokallypsedarstellungen in der nachbyzantinischen Kunst, in: Das Münster, 3, 2002, 208-217.